# Ночь живых мертвецов (фильм, 1991)
«Ночь дня рассве́та сы́на неве́сты возвраще́ния ме́сти у́жаса ата́ки зло́бных мути́ровавших чужи́х плотоя́дных восста́вших из а́да зомби́рованных живы́х мертвецо́в. Часть 2: в шоки́рующем 2-D форма́те» (англ. Night of the Day of the Dawn of the Son of the Bride of the Return of the Revenge of the Terror of the Attack of the Evil, Mutant, Alien, Flesh Eating, Hellbound, Zombified Living Dead Part 2: In Shocking 2-D) — американский пародийный фильм ужасов 1991 года Джеймса Риффела.

## Сюжет
Фильм воспроизводит оригинальную ленту 1968 года «Ночь живых мертвецов» с наложением нового звукоряда (комические диалоги) и добавлением некоторых новых сцен.

## Показ
Фильм был показан на Кинофестивале ужасов в Нью-Йорке в октябре 2005 года.

## Факты
- Фильм поступил в продажу лишь в 500 магазинов в США, но это не помешало получить ему статус культового[2].
- Имея в своём названии 164 знака (не считая пробелов) в 42 словах (в оригинале), фильм занимает первое место в списке фильмов с самым длинным англоязычным названием[3][4].

## Продолжения
- Ночь дня рассвета сына невесты возвращения мести ужаса атаки злобных мутировавших восставших из ада плотоядных субгуманоидных зомбированных живых мертвецов. Часть 3 (англ. Night of the Day of the Dawn of the Son of the Bride of the Return of the Revenge of the Terror of the Attack of the Evil, Mutant, Hellbound, Flesh-Eating Subhumanoid Zombified Living Dead, Part 3)
- Ночь дня рассвета сына невесты возвращения мести ужаса атаки злобных мутировавших восставших из ада плотоядных субгуманоидных зомбированных живых мертвецов. Часть 4 (англ. Night of the Day of the Dawn of the Son of the Bride of the Return of the Revenge of the Terror of the Attack of the Evil, Mutant, Hellbound, Flesh-Eating Subhumanoid Zombified Living Dead, Part 4)
- Ночь дня рассвета сына невесты возвращения мести ужаса атаки злобных мутировавших восставших из ада плотоядных ползущих чужих зомбированных субгуманоидных живых мертвецов — Часть 5 (англ. Night Of The Day Of The Dawn Of The Son Of The Bride Of The Return Of The Revenge Of The Terror Of The Attack Of The Evil, Mutant, Hellbound, Flesh-Eating, Crawling, Alien, Zombified, Subhumanoid Living Dead — Part 5)